# Daniela Bascopé
Daniela Bascopé Van Grieken (Texas, 11 de abril de 1982) es una actriz y cantante venezolana nacida en Estados Unidos.

## Biografía
Se inició en el mundo artístico con el grupo de teatro Acto Anónimo, dentro del que representa, entre otras, la obra Según el orden geométrico, escrita en 1996 especialmente para el grupo por Juan Carlos Chirinos y dirigida por el actor y director Ángel Barceló. 
A los quince años, debutó en su primer papel como protagonista juvenil en la telenovela Samantha. Su segundo personaje en la pantalla chica, fue "Elizabeth" de la telenovela Toda mujer; la cual marcó su carrera como actriz y con el que obtuvo las mejores críticas de la prensa nacional. 
En 2001, participó en la telenovela La soberana de RCTV y más tarde en telenovelas de Venevisión, como Engañada, Ciudad Bendita, La vida entera, entre otras.
En el 2007, Daniela Bascopé se retiró de las pantallas para combatir un tipo de cáncer en el sistema linfático; por el cual recibió el apoyo de diversas empresas y hasta de fanes de otros artistas. En Maracaibo, el fan club "Adicción RBD Venezuela" realizó un potazo; en el cual se publicaron fotografías y artículos en el periódico más importante del Zulia, Diario Panorama. Después de un duro proceso, la actriz y realizadora escribe el libro Vence y Vivir, publicado por la Editorial Santillana, casa Venezuela; el cual se coloca en los primeros puestos de los libros más vendidos en Venezuel, en 2009. 
Ese año y en conjunto con su abuelo, el Dr. Herman Van Grieken, crea la Fundación Bascopé Van Grieken, dedicada a atender y orientar a pacientes con linfomas y leucemias.
En 2010, protagonizó el dramático estelar de Venevisión, Harina de otro costal; de Mónica Montañés. Ese mismo año, protagonizó sobre las tablas; la exitosa obra de teatro Confesiones de mujeres de 30.
En 2011, volvió a protagonizar junto a Jorge Reyes; el nuevo dramático estelar de Venevisión, El árbol de Gabriel y ese año, lanzó su primer disco como cantautora; llamado "Ven" en el que se pasea por ritmos como el bossa nova, la electrónica y el world music.
En 2013, lanzó su segundo disco como cantautora; llamado "Tango Remedio" y en 2015, bautizó su segundo libro "Primeros Auxilios para el alma, el libro de los #BascoTIPS" con la editorial Planeta; basado en su programa por YouTube "#BascoTIPS"  
En 2016, vuelve a la pantalla chica; interpretando a la fiscal Valeria Puertas en el dramático de la cadena estadounidense Telemundo, La Doña grabado en México.
El 20 de diciembre de 2012, se casó con Iván Tamayo. El 7 de agosto de 2018, anunciaron su embarazo y el 25 de enero de 2019, nació Santiago Jesús en México. El 6 de septiembre de 2023, revelaron a través de un comunicado; que su matrimonio había llegado a su fin, hace más de un año.

### En el cine
En cine protagoniza e interpreta diversos personajes en películas como Los pájaros se van con la muerte, de Thaelman Urguelles; Todo lo que sube de Miguel Ferrari; Jesus TV de Gaston Goldman, Patas arriba de Alejandro Wiedemann; De repente, la película de Luis Armando Roche, Punto y raya de Elia Schneider y Al borde de la línea de Carlos Villegas con el cual ganó el premio a Mejor Actriz en el Festival de Mérida.
En el 2003 escribe y dirige su primer cortometraje  La carta (2003) seguido de Subjetiva (2004) nominado al festival Internacional VIART y seleccionado por "Cortos en el Corte" de Movie City. La foto de Gilberto (2005) y La ceguera de los caminos fueron sus siguientes trabajos como guionista y realizadora, seguido de Filas de espera (2009), cortometraje que participa en el proyecto CCS TQQJ.
Actualmente, la artista se encuentra dictando conferencias motivacionales basadas en su experiencia con el cáncer y en su más reciente libro que condensa herramientas para superar obstáculos y ser más felices.

## Filmografía

### Televisión
| Año       | Título                    | Rol                            | Notas                           |
| --------- | ------------------------- | ------------------------------ | ------------------------------- |
| 1998      | Samantha                  | Anabela Aranguren              | Actuación estelar               |
| 1999-2000 | Toda mujer                | Elizabeth Tariffi Martínez     | Actuación estelar               |
| 2001      | La soberana               | Chery Benavides                | Actuación especial              |
| 2003      | Engañada                  | Gabriela Inés Reyes Valderrama | Actuación estelar               |
| 2005      | El amor las vuelve locas  | Rosaura Escobar                | Actuación estelar               |
| 2006-2007 | Ciudad Bendita            | Fedora Palacios                | Actuación especial              |
| 2008-2009 | La vida entera            | Natalia Montoya                | Actuación estelar               |
| 2010      | Harina de otro costal     | Valentina Fernández            | Protagonista                    |
| 2011      | La mujer perfecta         | Arelis                         | Invitada especial               |
| 2011      | El árbol de Gabriel       | Magdalena Miranda de Camejo    | Protagonista                    |
| 2013      | Las Bandidas              | Corina Montoya                 | Protagonista                    |
| 2016-2017 | La doña                   | Valeria Puertas de Padilla     | Elenco principal, 120 episodios |
| 2018      | Al otro lado del muro     | Jennifer Suárez                | Antagonista                     |
| 2020-2021 | 100 días para enamorarnos | Isabel Morales                 | Actuación estelar               |
| 2023      | Madre de alquiler         | Irene Avilés                   | Actuación estelar               |

### Cine
| Año  | Película                         | Rol            | Director                            | Notas             |
| ---- | -------------------------------- | -------------- | ----------------------------------- | ----------------- |
| 2011 | Los pájaros se van con la muerte | Hija           | Thaelman Urguelles                  | Estrenada en 2013 |
| 2004 | Punto y raya                     | Lutecia        | Elia Schneider                      |                   |
| 2007 | Al borde de la línea             | Claudia        | Carlos Villegas Rosales             |                   |
| 2011 | De repente, la película          | Reve           | Luis Armando Roche                  |                   |
| 2011 | Todo lo que sube                 | Conchita       |                                     |                   |
| 2010 | Jesús TV                         | Lucy Fernández | Gastón Goldmann                     |                   |
| 2011 | Patas arriba                     | Natalia        | Alejandro García Wiedemann          |                   |
| 2011 | Cortos Interruptus               | Lucy Fernández | Albi De Abreu                       |                   |
| 2014 | Dos de trébol                    | Susana         | Orlando Rosales, Jessica Wenzelmann |                   |
| 2014 | Guárdame puesto                  | Alejandra      | Alfredo Hueck                       |                   |
| 2015 | Paquete #3                       | Violeta        | Alfredo Hueck                       |                   |
| 2020 | El Rey de la Fiesta              | Adela          | Salomón Askenazi                    | Posproducción     |

### Directora y guionista
- 2006 La ceguera de los caminos
- 2005 La foto de Gilberto
- 2004 Subjetiva
- 2003 La carta

### Discografía
- 2011 Ven
- 2013 Tango Remedio